# 2064: Read Only Memories
2064: Read Only Memories là một game phiêu lưu dạng cyberpunk do hãng MidBoss phát triển. Game do John "JJSignal" James làm đạo diễn, Valerie Amelia Thompson và Philip Jones viết kịch bản, và có phần nhạc nền gốc của 2 Mello.
Ban đầu game được phát hành trên PC với cái tên Read Only Memories vào tháng 10 năm 2015, và tiêu đề sau đó được cập nhật trùng với bản phát hành PlayStation 4 vào tháng 1 năm 2017. Một phiên bản vật lý được Limited Run Games phát hành cho PS4 trên đĩa quang vào ngày 17 tháng 11 năm 2017 và bị giới hạn ở 6.192 bản trong 3 phiên bản bìa là 2.064 cho mỗi biến thể của game. Bản port PlayStation Vita được phát hành vào ngày 9 tháng 12 năm 2017, tiếp theo là bản port Nintendo Switch vào ngày 14 tháng 8 năm 2018.
Trò chơi lấy cảm hứng từ những tựa game Snatcher, Rise of the Dragon, Gabriel Knight, và các game phiêu lưu trong thập niên 1980 và 1990 khác.

## Cốt truyện
Cốt truyện của game lấy bối cảnh vào mùa Giáng Sinh năm 2064 ở Tân-San Francisco, California. Parallax đã tạo ra một dòng sản phẩm mang tên "Relationship and Organizational Managers" (ROM), một dòng robot trợ lý cá nhân đã vượt qua điện thoại thông minh và máy tính. Người chơi vào vai một nhà báo cố gắng truy tìm người bạn bị bắt cóc của họ và kỹ sư làm việc cho hãng Parallax tên Hayden Webber. Họ nhận được sự trợ giúp từ Turing, người máy do Hayden sáng tạo và là cỗ máy có lý trí đầu tiên trên thế giới, một robot tự sửa đổi có thể học hỏi và phát triển về mặt cảm xúc.
Vào sáng sớm ngày 21 tháng 12, Turing (Melissa Hutchison) đột nhập vào căn hộ của nhà báo và cho biết Hayden đã bị những kẻ tấn công không rõ danh tính bắt cóc. Cả hai bắt tay vào cuộc tìm kiếm và được hỗ trợ bởi cư dân địa phương TOMCAT (một hacker và cộng sự của Hayden), Lexi Rivers (trinh sát), và Jess Meas (luật sư). Turing và nhà báo bị hành hung khi khám xét căn hộ của Hayden, và cuối cùng gặp Tiến sĩ Yannick Fairlight (Adam Harrington), người từng là giám đốc điều hành bất mãn của Parallax. Sau khi manh mối đến nhóm hoạt động The Human Revolution không đem lại kết quả, TOMCAT thực hiện một cuộc tìm kiếm trên mạng của Parallax và phát hiện ra cảnh quay camera an ninh được mã hóa cho thấy Hayden bị sát hại.
Turing bị chấn động nhưng tuyên bố sẽ đem lại công lý và vạch trần ai là người phải chịu trách nhiệm. Sau đó, câu chuyện được phân chia tùy thuộc vào người chơi đi theo hướng nào. Trong phần Media, việc giả mạo đáng ngờ trong các bài báo dẫn đến một chuỗi các vụ giết người có liên quan trong ngành báo chí. Trong phần Flower, nhiều thông tin về Hayden được đưa ra bởi Vincent Mensah (Xavier Woods), một kỹ sư Parallax đang chạy trốn khỏi đất nước. Người ta biết rằng việc giả mạo tin tức đều do chương trình Baby Blue giả mạo làm nên, một AI do Parallax tạo ra sẽ cung cấp dữ liệu cá nhân của mọi người dùng thông qua ROM của họ và điều chỉnh kết quả tìm kiếm cho họ. Parallax dự định đóng cửa Baby Blue, nhưng nó đang ẩn trên mạng lưới tích hợp mà tất cả ROM sử dụng, và Vincent tiết lộ rằng một AI lớn hơn và nham hiểm hơn có tên là Big Blue sắp ra mắt vào Ngày Giáng Sinh.
Thay vì can thiệp để chỉ tắt AI, Turing, tay nhà báo và TOMCAT âm mưu tải lên mã nguồn ban đầu của Turing, do Hayden viết và điều chỉnh bởi các quy trình của Turing, kết nối mạng bằng cách sử dụng chương trình Big Blue, về cơ bản là cấp khả năng tự sửa đổi và lý trí cho tất cả các ROM trên toàn thế giới. Trong nhiệm vụ vào trang trại máy chủ của Parallax (được tay nhà báo, Turing, Lexi Rivers, và trợ lý của Tiến sĩ Fairlight là Leon Dekker tiến hành), Dekker hạ gục Lexi và tiết lộ mình là một người máy chiến đấu. Hắn ta cố gắng ngăn chặn kế hoạch của nhân vật chính, để bảo toàn sức mạnh của Big Blue và điều khiển Fairlight trở lại ban quản trị Parallax, nhưng bị Turing giết chết.
Tùy thuộc vào việc người chơi có chiếm được thành công mã nguồn của Turing hay không và tình trạng mối quan hệ của người chơi với Turing, trò chơi chia thành bốn phần kết. Trong phần kết All Good Things, Turing ghi đè thành công Big Blue và tất cả các ROM tải xuống bản vá lỗi vào buổi sáng, đạt được mức độ lý trí tương tự như Turing. Nếu người chơi đạt được kết thúc này, game tiếp tục trở thành một chương kết cuộc hậu trường vô tận có thưởng. Trong phần kết The Sacrifice, cả nhóm hoàn thành cùng một mục tiêu là đem lại lý trí cho tất cả các ROM, nhưng phần cứng của Turing đã bị Dekker làm hỏng quá nặng trong cuộc chiến trước đó và Turing đã chết sau quá trình tải lên. Trong A New Blue, Turing bất bình trước cách đối xử tệ của người chơi và tiết lộ âm mưu của chính họ trước khi tải lên. Thay vào đó, Turing chuyển phức hợp tính cách của họ sang Big Blue, khiến hình dạng vật chất của họ không còn sự sống và tự trao cho mình quyền toàn năng trên mạng, cắt đứt quan hệ với những người mà họ đã liên kết trước đó. Trong Complicity, Turing không tin rằng họ đang làm đúng và sợ chết vì mục tiêu này, hủy bỏ nhiệm vụ vào giây phút cuối cùng và để người chơi sống với TOMCAT.

## Phát triển
Read Only Memories được tài trợ thông qua Kickstarter và huy động được 64.378 đô la từ ngày 12 tháng 11 đến ngày 12 tháng 12 năm 2013.  Trò chơi đã tham gia vào quỹ Free The Games Fund của Ouya, quỹ này đã tăng gấp đôi số tiền gây quỹ trong một thời gian độc quyền console so với hệ máy hiện nay là Razer Forge. Một bản port sang Linux của game được lên kế hoạch nếu Kickstarter đạt 82.064 đô la, nhưng mục tiêu đó đã không được đáp ứng. Tuy nhiên, MidBoss đã công bố phiên bản Linux trong bản cập nhật Kickstarter sau đó. Trò chơi phát hành vào ngày 6 tháng 10 năm 2015 trên Windows, OS X và Linux.
Read Only Memories được mô tả là một trò chơi điện tử thân thiện với người LGBTQ, và các nhà phát triển còn tham gia vào hàng loạt hội nghị game LGBTQ GaymerX. Lấy bối cảnh trong tương lai, MidBoss nhằm mục đích đặt ra một tương lai nơi các nhân vật LGBTQ ít phải đối mặt với sự phân biệt đối xử hơn, cho phép các nhân vật có xu hướng đồng tính được xuất hiện bình đẳng với các nhân vật có giới tính bình thường. Phát biểu với Gamasutra, nhà sản xuất Matt Conn cho biết, "thay vì chờ đợi Sony và các công ty lớn khác đưa các nhân vật đồng tính vào trò chơi của họ không chỉ là vật tượng trưng, chúng ta nên tự làm điều đó." Người chơi có thể chỉ định những đại từ nhân xưng mà trò chơi đề cập đến họ như: he, her, they, xe, ze, hoặc một bộ đại từ do người chơi tùy chỉnh.
Game được tạo dựng bằng Unity và sử dụng ngôn ngữ kịch bản giống Twine để quản lý logic trò chơi. Đạo diễn John James cho rằng Bubblegum Crisis và Phantasy Star IV là những nguồn cảm hứng cho trò chơi. Bản demo chơi được của game được trình chiếu tại Hội nghị các Nhà Phát triển Trò chơi tháng 3 năm 2014 và bản demo được phát hành cho công chúng vào tháng 11 năm 2014.

## Đón nhận
Trò chơi nhận được đánh giá chung tích cực từ giới phê bình game. Câu chuyện, nhân vật và phần trình diễn được ca ngợi trong khi một số chỉ trích về lối chơi, giải đố và giao diện người dùng. The Escapist chấm cho game 4/5 điểm và nói rằng "nó trông giống hệt một tựa game của hãng Telltale, Phoenix Wright, và Snatcher có con với nhau kiểu cyperbunk thiên niên kỷ." Trong bài đánh giá trên Kotaku, Heather Alexandra đã viết, "Cuối cùng, Read Only Memories mang lại một trải nghiệm vụng về nhưng cộng hưởng. Những gì nó thiếu trong nội dung mang tính chủ đề hoặc thách thức về mặt kỹ thuật, đều được bù đắp ở phần nội dung giàu cảm xúc, bối cảnh tươi đẹp và những nhân vật đáng nhớ." GamesRadar+ đã nói về nguồn cảm hứng từ những tựa game phiêu lưu cổ điển, kết luận rằng nó "không chỉ là một sự tái diễn - nó tự mình đứng vững như một sự khám phá mạnh mẽ về bản sắc và chính trị giai cấp, được bao bọc trong một vỏ bọc bí ẩn hấp dẫn đầy màu sắc và các nhân vật quyến rũ." RPGSite đã đề cập đến sự đa dạng của dàn diễn viên, lưu ý rằng "đây là một trong những cuộc hành trình chân thành, sống động và vui vẻ nhất về mặt cảm xúc mà người ta có thể thực hiện trong môi trường vừa là nơi tôn vinh mọi người, bất kể bạn đến từ đâu hay bạn được nhận dạng như thế nào.'
DualShockers đã đề cập đến phần lồng tiếng mới trong phiên bản 2064, lưu ý rằng "Phần lồng tiếng của Turing đặc biệt tốt và cần phải như vậy vì họ là đối tác của bạn và là người nói nhiều nhất trong dàn diễn viên. Tomcat, Lexi, Chad và đặc biệt là Dekker ở gần cuối, tất cả đưa ra những màn trình diễn tuyệt vời đầy cảm xúc hấp dẫn đã giúp tôi trở nên gắn bó với nhân vật của họ hơn," đồng thời chỉ trích nhiều hơn phần câu đố, nói rằng chúng "có thể là sự đan xen giữa bực bội và thỏa mãn."
Phiên bản 2064 được đề cử cho giải "Best Writing" (kịch bản hay nhất) tại Giải thưởng Webby 2018.

## Phần tiếp theo
Ngày 12 tháng 6 năm 2019, MidBoss thông báo rằng phần tiếp theo có tựa đề Read Only Memories: Neurodiver đang được phát triển và ban đầu dự kiến phát hành vào năm 2020. Điều này đã bị trì hoãn đến quý 1 năm 2022. Game sẽ phát hành cho Windows PC, Mac, PlayStation 4, PlayStation 5, Xbox One và Nintendo Switch. Một truyện tranh liên quan của họa sĩ Sina Grace và được IDW Publishing xuất bản, dự kiến phát hành vào tháng 8 năm 2021.